# Вейкко
Вейкко (фин. Veikko от фин. veikko — братец, дружище, разг. парень, парнишка, приятель, от фин. veli — брат) — распространённое у финнов и соседних родственных народов мужское имя